# Apicia fractilineata
Apicia fractilineata är en fjärilsart som beskrevs av W. Warren 1895. Apicia fractilineata ingår i släktet Apicia och familjen mätare. Inga underarter finns listade i Catalogue of Life.